# Inter-Active Terminology for Europe
Inter-Active Terminology for Europe (IATE) es el nombre de la base de datos de referencia de la UE. Es de uso abierto y engloba todas las bases de datos terminológicas creadas en el marco de la Comisión Europea:
- EURODICAUTOM: base de datos de la Comisión Europea
- TIS: "Terminological Information System" del Secretariado General del Consejo de la Unión Europea
- EUTERPE: "Exploitation Unifiée de la Terminologie au Parlement Européen"
- Euroterms "Translation Centre",
- CDCTERM "Court of Auditors",